# Cherry Bomb
A Cherry Bomb Tyler, the Creator amerikai rapper és producer negyedik stúdióalbuma, amely 2015. április 13-án jelent meg az Odd Future Records kiadón keresztül. A lemezt április 9-én jelentették be az iTunes-on, két dal kiadásával egyidőben. Az album egyedüli producere Tyler volt, bár dolgozott rajta az Incubus gitárosa, Mike Einziger is. Közreműködött a lemezen többek között Schoolboy Q, Charlie Wilson, Kali Uchis, Kanye West, Lil Wayne, Pharrell Williams és Austin Feinstein.
A Cherry Bombról két kislemez jelent meg: a Deathcamp és a Fucking Young / Perfect. Az albumot méltatták a zenekritikusok, a Billboard 200 negyedik helyén debütált, 51 ezer eladott példánnyal.

## Háttér
2014 novemberében Larry Fitzmaurice írt egy cikket a The Fadernek, amelyben részletezte a Tyler harmadik albumát, a Wolfot (2013) követő lemezt. Fitzmaurice kijelentette, hogy több közreműködő is lesz az albumon, de közöttük nem lesz egy Odd Future-tag se, amely csoportnak Tyler volt az egyik legfontosabb tagja, megjegyezve, hogy mindenki maga dolgát csinálja. Tyler szerint az albumot Stevie Wonder inspirálta. A The Fader szerkesztője, Matthew Trammel, azt írta, hogy az albumon Tyler sok társadalmi problémáról fog beszélni, felszólalva a bandakultúra és a rapperek konzumizmusa ellen, amely „nem csak saját rassza, hanem a teljes emberiség fejlődését is hátráltatja.” A hírek szerint olyan közreműködők voltak várhatók a lemezen, mint Jay-Z, Rick Ross, Keyshia Cole, Cherry Glazerr, Willow Smith, Leon Ware és Kali Uchis.

## Felvételek
A Cherry Bombot Tyler otthoni stúdiójában vették fel, más kaliforniai helyszínek mellett. A Deathcampben használt hangminta felhasználási jogát nem sokkal az album leadási határideje előtt megtagadták, így a dal egyes részeit újra felvették. A 2Seater vonós hangszerelését Tyler szerezte, és Hans Zimmer stúdiójában vették fel. Ez volt az első alkalom, hogy Tyler egy élő zenekart vezérelt. A Runt a rapper nappalijában vették fel, hallható rajta Chaz Bundick vokálja, aki gitárral hozzájárult a Fucking Younghoz is. A Find Your Wingsen eredetileg közreműködött volna Samantha Nelson, Onitsha Shaw és Tiffany Palmer, de a végső kiadáson Kali Uchis szerepel. Kanye West megosztotta, hogy újraírta versszakát a Smuckersön, miután hallotta Tyler és Lil Wayne sorait. Annak ellenére, hogy nem szerepelt az albumon, a felvételek közben gyakran jelent volt ASAP Rocky is. A The Brown Stains of Darkeese Latifah Part 6-12 (Remix) címe direkt lett ilyen hosszú. Az eredeti címe még hosszabb lett volna: The Brown Stains of Blackeese Latifah Part 6-12 (The Remix) (Rough Draft) (Club Edit) (Rodney Jerkins Mix). Egy 2015-ös Hot 97-interjúban megosztotta, hogy a dal megírása után úgy döntött, hogy a „legfeketébb” nevet akarták adni a számnak.

## Zene és szöveg
Az album nyitódalát, a Deathcampet hasonlították a N.E.R.D debütáló albumához, az In Search of...-hoz (2001), kiemelve a Lapdance számot. Tyler meg is említi az albumot a dalon: „az In Search of... többet tett értem, mint az Illmatic.” Andrew Unterberger egyike volt a szakértőknek, akik megjegyezték a hasonlóságot, kijelentve, hogy az intrójában még a N.E.R.D-tag Pharrell által gyakran használt négynegyedes beszámolás is hallható. Matthew Ramirez (Pitchfork) a dalt olyan előadókhoz és lemezekhez hasonlította, mint a The Stooges, a Glassjaw, a Trash Talk, és Lil Wayne hetedik stúdióalbuma, a Rebirth (2010). Arra válaszként, hogy homofóbiával vádolták, Tyler a Buffalo dalban a „faggot” (a „buzi” szó angol megfelelője) szót a „book”-ra („könyv”) cserélte. David Jeffries (AllMusic) szerint a Find Your Wings dzsessz-szerű volt, míg a Cherry Bomb dal „drill ’n’ bass, némított trombitákkal, xilofonokkal, gitárokkal, Atari Teenage Riot-stílusú” hangzással. A számot hasonlították a Death Grips hiphopcsoport munkájához, míg a The Brown Stains of Darkeese Latifah Part 6-12 (Remix) részei is összehasonlíthatók Pharrell dalaival. A Fucking Young / Perfect dalban Tyler arról rappel, hogy egy nála hat évvel fiatalabb lányhoz vonzódik. Ramirez szerint a kislemez egy popdal.

## Számlista
Minden dal szerzője és producere Tyler, the Creator, kivéve ahol az másképp van feltüntetve.
| Cherry Bomb | Cherry Bomb | Cherry Bomb                                             | Cherry Bomb          | Cherry Bomb | Cherry Bomb | Cherry Bomb | Cherry Bomb | Cherry Bomb | Cherry Bomb |
|             | Cím | Szerző(k)                                               | Producer(ek)         | Hossz       |             |             |             |             |             |
| ----------- | --- | ------------------------------------------------------- | -------------------- | ----------- | ----------- | ----------- | ----------- | ----------- | ----------- |
| 1.          | Deathcamp (Cole Alexander közreműködésével)                                                                                                | Tyler Okonma Hermon Weems hm1                           | Okonma Mike Einziger | 3:09        |             |             |             |             |             |
| 2.          | Buffalo (Shane Powers közreműködésével) |                                                         |                      | 2:39        |             |             |             |             |             |
| 3.          | Pilot (Syd Bennett közreműködésével) |                                                         |                      | 3:29        |             |             |             |             |             |
| 4.          | Run (Chaz Bundick és Schoolboy Q közreműködésével)                                                                                         |                                                         |                      | 1:09        |             |             |             |             |             |
| 5.          | Find Your Wings (Roy Ayers, Syd Bennett, Jameel Kirk Bruner, Samantha Nelson, Tiffany Palmer, Onitsha Shaw és Kali Uchis közreműködésével) |                                                         |                      | 2:59        |             |             |             |             |             |
| 6.          | Cherry Bomb |                                                         |                      | 4:29        |             |             |             |             |             |
| 7.          | Blow My Load (Wanya Morris és Dâm-Funk közreműködésével)                                                                                   |                                                         |                      | 3:10        |             |             |             |             |             |
| 8.          | 2Seater (Aaron Shaw és Samantha Nelson közreműködésével)                                                                                   |                                                         | Okonma Einziger      | 6:49        |             |             |             |             |             |
| 9.          | The Brown Stains of Darkeese Latifah Part 6–12 (Remix) (Schoolboy Q közreműködésével)                                                      | Okonma Quincy Hanley                                    |                      | 3:11        |             |             |             |             |             |
| 10.         | Fucking Young / Perfect (Charlie Wilson, Chaz Bundick, Syd Bennett és Kali Uchis közreműködésével)                                         | Okonma Kali Uchis                                       |                      | 6:41        |             |             |             |             |             |
| 11.         | Smuckers (Lil Wayne és Kanye West közreműködésével)                                                                                        | Okonma Dwayne Carter Jr. Kanye West Gabriele Ducros hm2 |                      | 5:34        |             |             |             |             |             |
| 12.         | Keep Da O’s (Pharrell Williams és Coco O. közreműködésével)                                                                                | Okonma Williams Al Dubin hm3 Harry Warren hm3           |                      | 4:08        |             |             |             |             |             |
| 13.         | Okaga, CA (Alice Smith, Leon Ware és Clem Creevy közreműködésével)                                                                         | Okonma Clementine Creevy                                |                      | 6:37        |             |             |             |             |             |
| 54:04       | |                                                         |                      |             |             |             |             |             |             |

| Lemezkiadás bónusz | Lemezkiadás bónusz                   | Lemezkiadás bónusz | Lemezkiadás bónusz | Lemezkiadás bónusz | Lemezkiadás bónusz | Lemezkiadás bónusz | Lemezkiadás bónusz | Lemezkiadás bónusz | Lemezkiadás bónusz |
|                    | Cím                                  | Hossz              |                    |                    |                    |                    |                    |                    |                    |
| ------------------ | ------------------------------------ | ------------------ | ------------------ | ------------------ | ------------------ | ------------------ | ------------------ | ------------------ | ------------------ |
| 14.                | Yellow (Kali Uchis közreműködésével) | 2:57               |                    |                    |                    |                    |                    |                    |                    |
| 57:01              |                                      |                    |                    |                    |                    |                    |                    |                    |                    |

| Hangszeres kiadás | Hangszeres kiadás                                                   | Hangszeres kiadás | Hangszeres kiadás | Hangszeres kiadás | Hangszeres kiadás | Hangszeres kiadás | Hangszeres kiadás | Hangszeres kiadás | Hangszeres kiadás |
|                   | Cím                                                                 | Hossz             |                   |                   |                   |                   |                   |                   |                   |
| ----------------- | ------------------------------------------------------------------- | ----------------- | ----------------- | ----------------- | ----------------- | ----------------- | ----------------- | ----------------- | ----------------- |
| 1.                | Deathcamp (hangszeres)                                              | 3:12              |                   |                   |                   |                   |                   |                   |                   |
| 2.                | Buffalo (hangszeres)                                                | 2:40              |                   |                   |                   |                   |                   |                   |                   |
| 3.                | Pilot (hangszeres)                                                  | 3:29              |                   |                   |                   |                   |                   |                   |                   |
| 4.                | Run (hangszeres)                                                    | 1:10              |                   |                   |                   |                   |                   |                   |                   |
| 5.                | Find Your Wings (hangszeres)                                        | 3:00              |                   |                   |                   |                   |                   |                   |                   |
| 6.                | Cherry Bomb (hangszeres)                                            | 4:29              |                   |                   |                   |                   |                   |                   |                   |
| 7.                | Blow My Load (hangszeres)                                           | 2:56              |                   |                   |                   |                   |                   |                   |                   |
| 8.                | 2Seater (hangszeres)                                                | 6:50              |                   |                   |                   |                   |                   |                   |                   |
| 9.                | The Brown Stains of Darkeese Latifah Part 6–12 (Remix) (hangszeres) | 4:38              |                   |                   |                   |                   |                   |                   |                   |
| 10.               | Fucking Young / Perfect (hangszeres)                                | 6:41              |                   |                   |                   |                   |                   |                   |                   |
| 11.               | Smuckers (hangszeres)                                               | 5:38              |                   |                   |                   |                   |                   |                   |                   |
| 12.               | Keep Da O’s (hangszeres)                                            | 4:10              |                   |                   |                   |                   |                   |                   |                   |
| 13.               | Okaga, CA (hangszeres)                                              | 6:36              |                   |                   |                   |                   |                   |                   |                   |
| 55:39             |                                                                     |                   |                   |                   |                   |                   |                   |                   |                   |

Jegyzetek
- Minden cím nagybetűkkel stilizálva.
- 2Seater: része a Hair Blows című rejtett dal, Austin Feinstein és Syd Bennett közreműködésével.
- The Brown Stains of Darkeese Latifah Part 6–12 (Remix): a Special című rejtett dal követi a lemezkiadáson.

Hangminták
- hm1 Deathcamp: Why Can’t There Be Love, szerezte: Herman Weems.
- Buffalo: Shake Your Booty, előadta: Bunny Sigler.
- hm2 Smuckers: Metropolis Notte, szerezte és előadta: Gabriele Ducros.
- hm3 Keep Da O’s: I Only Have Eyes for You, szerezte: Al Dubin és Harry Warren.

## Közreműködők
A Cherry Bomb albumjegyzetei alapján.

### Zenészek
- Cole Alexander – további vokál, gitár (1)
- Colin Boyd – zongora (2)
- Chaz Bundick – további vokál (4), gitár (10)
- Schoolboy Q – további vokál (4)
- Jameel Kirk Bruner – zongora (5)
- Steve Lacy – gitár (5)
- Gaika James – harsona (5)
- Daniel Hardaway – trombita (5)
- Roy Ayers – vibrafon (5)
- Syd Bennett – további vokál (5, Hair Blows), háttérénekes (10)
- Kali Uchis – további vokál (5, 10, Yellow)
- Samantha Nelson – további vokál (5, 8, 11)
- Tiffany Palmer – további vokál (5)
- Onitsha Shaw – további vokál (5)
- Dâm-Funk – szintetizátor (7)
- Shane Powers – további vokál (7)
- Aaron Shaw – szaxofon (8)
- Crystal Anne Tillman – további vokál (8)
- Austin Feinstein – gitár (Hair Blows)
- Charlie Wilson – további vokál (10)
- Coco Owino – további vokál (12)
- Pharrell Williams – további vokál (12)
- Clementine Creevy – további vokál (13)
- Alice Smith – további vokál (13)
- Leon Ware – további vokál (13)

### Utómunka
- Tyler, the Creator – felvételek (összes), Golf Radio dallam (szerzés), rendezés
- Vic Wainstein – felvételek (összes)
- Syd Bennett – felvételek (összes)
- Mick Guzauski – keverés
- Tim Davis – Golf Radio dallam (szerzés, vokáladaptáció)
- Brian Gardner – maszterelés
- Phil Toselli – rendezés
- Jack DeBoe – további hangmérnöki munka (1)
- James Yost – felvételek (vibrafon; 5)
- Daniel Avila – felvétel asszisztens (vibrafon; 5)
- Angel Oponte – felvételek (Lil Wayne; 11)
- Noah Goldstein – felvételek (Kanye West; 11)
- Mike Larsen – felvételek (Pharrell Williams; 12)
- Raphael Mesquita – felvételi asszisztens (Pharrell Williams; 12)

## Slágerlisták
| Slágerlista (2015)                          | Legmagasabb pozíció |
| ------------------------------------------- | ------------------- |
| Ausztrália (ARIA Top 50 Albums)             | 13                  |
| Belgium (Ultratop Flandria)                 | 83                  |
| Belgium (Ultratop Vallónia)                 | 187                 |
| Dánia (Hitlisten Album Top 40)              | 37                  |
| Egyesült Királyság (UK Albums Chart)        | 16                  |
| Franciaország (SNEP Album Top 100)          | 195                 |
| Hollandia (Dutch Charts Album Top 100)      | 95                  |
| Írország (IRMA)                             | 38                  |
| Norvégia (VG-lista Album Top 40)            | 35                  |
| USA Billboard 200                           | 4                   |
| USA Top R&B/Hip-Hop Albums (Billboard)      | 1                   |
| Új-Zéland (Recorded Music NZ Top 40 Albums) | 23                  |
| Slágerlista (2020)                          | Legmagasabb pozíció |
| Portugália (AFP Top 30 Albums)              | 4                   |

| Slágerlista (2015)                     | Pozíció |
| -------------------------------------- | ------- |
| Ausztrália (ARIA Urban)                | 52      |
| USA Top R&B/Hip-Hop Albums (Billboard) | 52      |

## Minősítések
| Régió                                                            | Minősítés | Eladott példányszám |
| ---------------------------------------------------------------- | --------- | ------------------- |
| Egyesült Államok (RIAA)                                          | 1× arany  | 500 000‡            |
| ‡ Eladási+streaming példányszámok kizárólag a minősítés alapján. |           |                     |